# Movila Verde
Movila Verde (wymowaⓘ) – wieś w Rumunii, w okręgu Konstanca, w gminie Independența. W 2011 roku liczyła 711 mieszkańców.